# Bjurholms församling
Bjurholms församling är en församling i Södra Västerbottens kontrakt i Luleå stift. Församlingen omfattar hela Bjurholms kommun i Västerbottens län.
Församlingen ingår i Vännäs-Bjurholms pastorat.

## Administrativ historik
Församlingen bildades 17 augusti 1808 genom en utbrytning ur Nordmalings församling. 
Församlingen var till 26 april 1815 annexförsamling i pastoratet Nordmaling och Bjurholm och har därefter till 2014 utgjort ett eget pastorat. Från 2014 ingår församlingen i Vännäs-Bjurholms pastorat.

## Befolkningsutveckling
| Befolkningsutvecklingen i Bjurholms församling 1810–2015 | Befolkningsutvecklingen i Bjurholms församling 1810–2015 | Befolkningsutvecklingen i Bjurholms församling 1810–2015 | Befolkningsutvecklingen i Bjurholms församling 1810–2015 | Befolkningsutvecklingen i Bjurholms församling 1810–2015 |
| --- | -------------------------------------------------------- | -------------------------------------------------------- | -------------------------------------------------------- | -------------------------------------------------------- |
| |                                                          |                                                          |                                                          |                                                          |
| År |                                                          |                                                          | Folkmängd                                                |                                                          |
| 1810 | 1810                                                     |                                                          | 368                                                      |                                                          |
| 1820 | 1820                                                     |                                                          | 745                                                      |                                                          |
| 1830 | 1830                                                     |                                                          | 1 108                                                    |                                                          |
| 1840 | 1840                                                     |                                                          | 1 334                                                    |                                                          |
| 1850 | 1850                                                     |                                                          | 1 829                                                    |                                                          |
| 1860 | 1860                                                     |                                                          | 2 231                                                    |                                                          |
| 1870 | 1870                                                     |                                                          | 2 709                                                    |                                                          |
| 1880 | 1880                                                     |                                                          | 3 249                                                    |                                                          |
| 1890 | 1890                                                     |                                                          | 3 810                                                    |                                                          |
| 1900 | 1900                                                     |                                                          | 4 229                                                    |                                                          |
| 1910 | 1910                                                     |                                                          | 4 274                                                    |                                                          |
| 1920 | 1920                                                     |                                                          | 4 688                                                    |                                                          |
| 1930 | 1930                                                     |                                                          | 5 208                                                    |                                                          |
| 1935 | 1935                                                     |                                                          | 5 475                                                    |                                                          |
| 1940 | 1940                                                     |                                                          | 5 557                                                    |                                                          |
| 1945 | 1945                                                     |                                                          | 5 307                                                    |                                                          |
| 1950 | 1950                                                     |                                                          | 5 102                                                    |                                                          |
| 1955 | 1955                                                     |                                                          | 5 085                                                    |                                                          |
| 1960 | 1960                                                     |                                                          | 4 783                                                    |                                                          |
| 1965 | 1965                                                     |                                                          | 4 338                                                    |                                                          |
| 1970 | 1970                                                     |                                                          | 3 931                                                    |                                                          |
| 1975 | 1975                                                     |                                                          | 3 486                                                    |                                                          |
| 1980 | 1980                                                     |                                                          | 3 354                                                    |                                                          |
| 1985 | 1985                                                     |                                                          | 3 070                                                    |                                                          |
| 1990 | 1990                                                     |                                                          | 2 959                                                    |                                                          |
| 1995 | 1995                                                     |                                                          | 2 854                                                    |                                                          |
| 2000 | 2000                                                     |                                                          | 2 695                                                    |                                                          |
| 2005 | 2005                                                     |                                                          | 2 553                                                    |                                                          |
| 2010 | 2010                                                     |                                                          | 2 460                                                    |                                                          |
| 2015 | 2015                                                     |                                                          | 2 453                                                    |                                                          |
| Anm: För åren 1805-1945: befolkning enligt folkräkning 31 december enligt den administrativa indelningen den 1 januari följande år. 1950 avser befolkning enligt folkräkning den 31 december enligt den administrativa indelningen den 1 januari 1952. 1960-1970 avser befolkning enligt folkräkning den 1 november enligt den administrativa indelningen den 1 januari följande år. För åren 1955 samt 1975-2015: befolkning 31 december enligt den administrativa indelningen den 1 januari följande år. Sedan 1 januari 2016 sker inte folkbokföring per församling och därmed kan det hända att vissa personer inte ingår i församlingens folkmängd då de är skrivna på den fiktiva fastigheten På kommunen skriven som inte delas upp på församlingsnivå då de inte kunnat folkbokföras på en särskild befintlig fastighet. Den totala befolkningen i Svenska kyrkans församlingar är därför något lägre än den totala befolkningen i riket. |                                                          |                                                          |                                                          |                                                          |

## Kyrkoherdar
| Ämbetstid | Namn                             | Levnadstid | Övrigt                                    |
| --------- | -------------------------------- | ---------- | ----------------------------------------- |
| 1815–1852 | Johan Högbom                     | 1776–1852  |                                           |
| 1853–1869 | Per Erik Amnéus                  |            | Senare kyrkoherde i Nätra församling.     |
| 1873–1883 | Jonas Löfgren                    | 1836–1916  |                                           |
| 1884–1895 | Carl Wilhelm Elfgren             |            | Senare kyrkoherde i Lövångers församling. |
| 1895–1905 | Richard Markgren                 | 1858–1928  | Senare kyrkoherde i Burträsks församling. |
| 1905–     | Hjalmar Fridolf Josua Fjellström | 1859–      |                                           |

## Kyrkor
Församlingskyrka är Bjurholms kyrka. Omkring 50 meter nordväst om Bjurholms kyrka ligger Markuskapellet. Bredträsks kapell tillhör församlingen och ligger i byn Bredträsk tre mil väster om Bjurholm. I församlingens område ligger även Karlsbäcks kapell.